# 川西龍三
川西 竜三（かわにし りょうぞう、1892年（明治25年）2月20日 - 1955年（昭和30年）1月24日）は、日本の実業家。阪神財閥系譜・川西財閥2代目総帥。位階勲等は従五位勲六等。大日本帝国海軍用航空機開発者、川西航空機・川西機械製作所社長、新明和工業創業者を務めたため、戦後は公職追放指定を受けた。

## 経歴
兵庫県神戸市須磨生まれ。川西清兵衛の次男で、川西清司の弟。
旧制姫路中学校（姫中）を経て上京し、慶應義塾大学部理財科を卒業。合資会社日本飛行機製作所（後の中島飛行機）で勤務し、飛行機の設計・製作を学ぶ。慶應義塾大学時代の学友に、坂東舜一が居る。1920年（大正9年）に父が神戸に創業した川西倉庫に川西機械製造所を設立すると、29歳で所長に就任。父の川西清兵衛は相談投に退いた。
1928年（昭和3年）には川西機械製造所から飛行機部門を分離して川西航空機を設立。三国同盟が成立すると、日独伊親善協会顧問に就任。帝国飛行協会、大日本産業報国会嘱託。川西航空機は、三菱重工業や川崎航空機といった当時の航空機製造メーカーよりも規模が小さく、水上機及び飛行艇を専門にして制作していたが、採算を無視した川西龍三の飽くなき国産航空機製造への情熱が、後の局地戦闘機紫電の開発に繋がったとされる。
真珠湾攻撃が実行され太平洋戦争（大東亜戦争）が始まると、元海軍航空技術廠長・前原謙治（海軍中将）を副社長に招聘。菊原静男、関口義男を幹部に据え、研究を重ねて最新鋭の陸上機を作ることを海軍に提案し了解を得る。1940年（昭和15年）に大型飛行艇・「二式大艇」を167機製造し、更に1943年（昭和18年）には迎撃戦闘機「紫電改」を完成させる。九七式大艇、二式大艇、戦闘機「紫電改」を世に送り出し、米軍から恐れられた。
次第に戦局が悪化するに従って、川西航空機の全国各地の工場は空襲にあい、ほぼ全焼。国営軍需工場として接収された後、第二次世界大戦が終了すると、連合国軍最高司令官総司令部（GHQ）より即座に解散を命じられ、全ての財産を失った。更に川西の高い戦闘機の技術は全てアメリカに奪われてしまうことになった。川西龍三社長は公職追放指定を受けた（後に解除）。
1949年（昭和24年）には新明和興業（現在の新明和工業）を創立。死去に際して勲六等単光旭日章を受章した。享年62。

## 登場作品
- 城山三郎 『零からの栄光』（角川文庫）- 新明和工業創業者・川西竜三を描く。前身の川西航空機や紫電改、二式飛行艇についても描かれている。